# Флаг Эльбарусовского сельского поселения
Флаг Эльбарусовского сельского поселения — официальный символ муниципального образования Эльбарусовское сельское поселение Мариинско-Посадского района Чувашской Республики Российской Федерации.
Флаг утверждён 8 августа 2008 года и внесён в Государственный геральдический регистр Российской Федерации с присвоением регистрационного номера 4335.
Флаг составлен на основании герба Эльбарусовского сельского поселения Мариинско-Посадского района, по правилам и соответствующим традициям вексиллологии, и отражает исторические, культурные, социально-экономические, национальные и иные местные традиции.

## Описание
«Прямоугольное полотнище красного цвета с отношением ширины к длине 2:3 с вертикальной полосой зелёного цвета вдоль древка, переходящей в красную полосу пламевидно (ширина зелёной полосы без учёта пламевидного перехода 1/5 длины полотнища); в центре красной части полотнища — стоящий прямо ангел белого цвета, простёрший руки в стороны».

## Обоснование символики
С древних времён мечтали чуваши о крылатых людях. Мудрые старцы знали, что такие люди живут на земле, среди нас. Это те, кто умеет мечтать. А мечтать люди нашего края всегда умели. Среди них скромный паренёк из небольшой деревни Вурманкасы Толя Рыбкин, с раннего детства мечтавший стать большим художником. Крылатым людям небо помогает. Сегодня Анатолия Рыбкина знает не только Чувашия и Россия. С его творчеством знакомы как во Франции, так и в далёкой Индии, Сирии, Кубе, Африке, Китае.
Музыкальный фольклор чувашского народа является наиболее древним по происхождению видом музыкального искусства, истоки которого следует искать в культурах их древнейших этнических предков — прежде всего тюрко-язычных племён.
Созданный в декабре 1986 года талантливыми собирательницами песен, мечтавших о возрождении народной музыкальной культуры, Эльбарусовский народный фольклорный ансамбль «Шулькеме» является участником всероссийских, региональных, республиканских фестивалей.
Согласно чувашской мифологии жизнь людей на земле охраняется от посягательства недобрых сил ангелами-хранителями Пирешти, Херт-сурт, именно поэтому главной фигурой флага является изображение крылатого ангела. Чуваши представляли Пирешти в женском облике, в виде молодой девушки или седой старухи, чаще всего в белом одеянии. Иногда они наделяются крыльями. Живёт Пирешти в доме — на печи, или в углу за печкой. Появляется обычно по ночам и прядёт пряжу или ткёт холсты. Связь Пирешти с пряжей не случайна: она иллюстрирует связь ангела-хранителя с судьбой.
Каждая видимая вещь в этом мире охраняется ангелом. Он раздатчик высших благ простым труженикам, прежде всего земледельцам. Ангел является охранителем древа жизни, крылья его — это символ свободы.
Символика крыльев также тесно связана с символикой воздуха и неба как «высшего мира».
Таким образом, вся композиция флага говорит о том, что, гордясь богатым прошлым и историй предков, жители поселения создают своими руками своё счастье, своё богатство.